# زولت إردي
زولت إردي (بالمجرية: Erdei Zsolt)‏ مواليد 31 مايو 1974 في بودابست، هو ملاكم مجري بدأ مسيرته الاحترافية سنة 2000 حيث انتصر في نزاله الأول. حقق بطولة منظمة الملاكمة العالمية. حقق الميدالية البرونزية في الألعاب الأولمبية الصيفية 2000.

## إحصائيات
خاض خلال مسيرته 35 نزالا، فاز في 34 وخسر في 1. فاز بالضربة القاضية في 18 نزالا.

## الميداليات
| الميدالية | المسابقة                       |
| --------- | ------------------------------ |
| برونزية   | الألعاب الأولمبية الصيفية 2000 |

## روابط خارجية
- زولت إردي على موقع بوكس ريك (الإنجليزية) (registration required)
- زولت إردي على موقع اللجنة الأولمبية الدولية (الإنجليزية)
- زولت إردي على موقع أوليمبيديا (الإنجليزية)